# Seattle SuperSonics 1990-1991
La stagione 1990-91 dei Seattle SuperSonics fu la 24ª nella NBA per la franchigia.
I Seattle SuperSonics arrivarono quinti nella Pacific Division della Western Conference con un record di 41-41. Nei play-off persero al primo turno con i Portland Trail Blazers (3-2).

## Roster
| N° | Naz.                   | Ruolo | Sportivo        | Anno | Alt. | Peso |
| -- | ---------------------- | ----- | --------------- | ---- | ---- | ---- |
| 00 | Stati Uniti (bandiera) | C     | Benoit Benjamin | 1964 | 213  | 113  |
| 0  | Haiti (bandiera)       | AC    | Olden Polynice  | 1964 | 211  | 100  |
| 2  | Stati Uniti (bandiera) | G     | Gary Payton     | 1968 | 193  | 82   |
| 3  | Stati Uniti (bandiera) | GA    | Dale Ellis      | 1960 | 201  | 93   |
| 4  | Stati Uniti (bandiera) | G     | Sedale Threatt  | 1961 | 188  | 79   |
| 8  | Stati Uniti (bandiera) | A     | Scott Meents    | 1964 | 208  | 102  |
| 10 | Stati Uniti (bandiera) | GA    | Nate McMillan   | 1964 | 196  | 88   |
| 11 | Stati Uniti (bandiera) | G     | Dana Barros     | 1967 | 180  | 74   |
| 20 | Stati Uniti (bandiera) | G     | Quintin Dailey  | 1961 | 191  | 82   |
| 21 | Stati Uniti (bandiera) | G     | Ricky Pierce    | 1959 | 193  | 93   |
| 22 | Stati Uniti (bandiera) | AC    | Eddie Johnson   | 1959 | 201  | 98   |
| 31 | Stati Uniti (bandiera) | AC    | Derrick McKey   | 1966 | 206  | 93   |
| 34 | Stati Uniti (bandiera) | A     | Xavier McDaniel | 1963 | 201  | 93   |
| 40 | Stati Uniti (bandiera) | AC    | Shawn Kemp      | 1969 | 208  | 104  |
| 42 | Stati Uniti (bandiera) | C     | Dave Corzine    | 1956 | 211  | 113  |
| 44 | Stati Uniti (bandiera) | AC    | Michael Cage    | 1962 | 206  | 102  |

## Staff tecnico
- Allenatore: K.C. Jones
- Vice-allenatori: Bob Kloppenburg, Kip Motta, Gary Wortman